# Matt Redman
Matt Redman (ur. 1974) – brytyjski wokalista i autor piosenek, lider uwielbienia.

## Dyskografia

### Albumy audio
- 1993 - Wake Up My Soul
- 1995 - Passion For Your Name
- 1998 - The Friendship And The Fear
- 1998 - Intimacy (w USA wydany pod nazwą „The Heart Of Worship” w 1999 roku.)
- 2000 - The Father's Song
- 2002 - Where Angels Fear To Tread
- 2004 - Facedown
- 2005 - Blessed Be Your Name: The Songs of Matt Redman Vol. 1 (The Best Of)
- 2006 - Beautiful News
- 2009 - We Shall Not Be Shaken
- 2010 - Ultimate Collection
- 2011 - 10,000 Reasons
- 2015 - Unbroken Praise
- 2016 - These Christmas Lights
- 2017 - Glory Song

### Albumy DVD
- 2004 - Facedown (DVD)

## Książki
Matt Redman jest także autorem kilku książek o tematyce uwielbienia. Na język polski do tej pory została przetłumaczona pierwsza książka Matta Redmana The Unquenchable Worshipper. Po polsku jej tytuł brzmi: Czciciel o niegasnącym sercu. Powrót do serca uwielbienia, Wrocław 2007
- Matt Redman, The Unquenchable Worshipper, 2001
- Matt Redman, Where Angels Fear to Tread, 2002
- Matt Redman, The Heart of Worship Files, 2003
- Matt Redman, Facedown, 2004
- Matt Redman, Inside Out Worship, 2005
- Matt i Beth Redman, Blessed Be Your Name, 2005
- Matt Redman, Czciciel o niegasnącym sercu. Powrót do serca uwielbienia, Wrocław 2007, ISBN 978-83-911339-9-6